# National Express Coaches

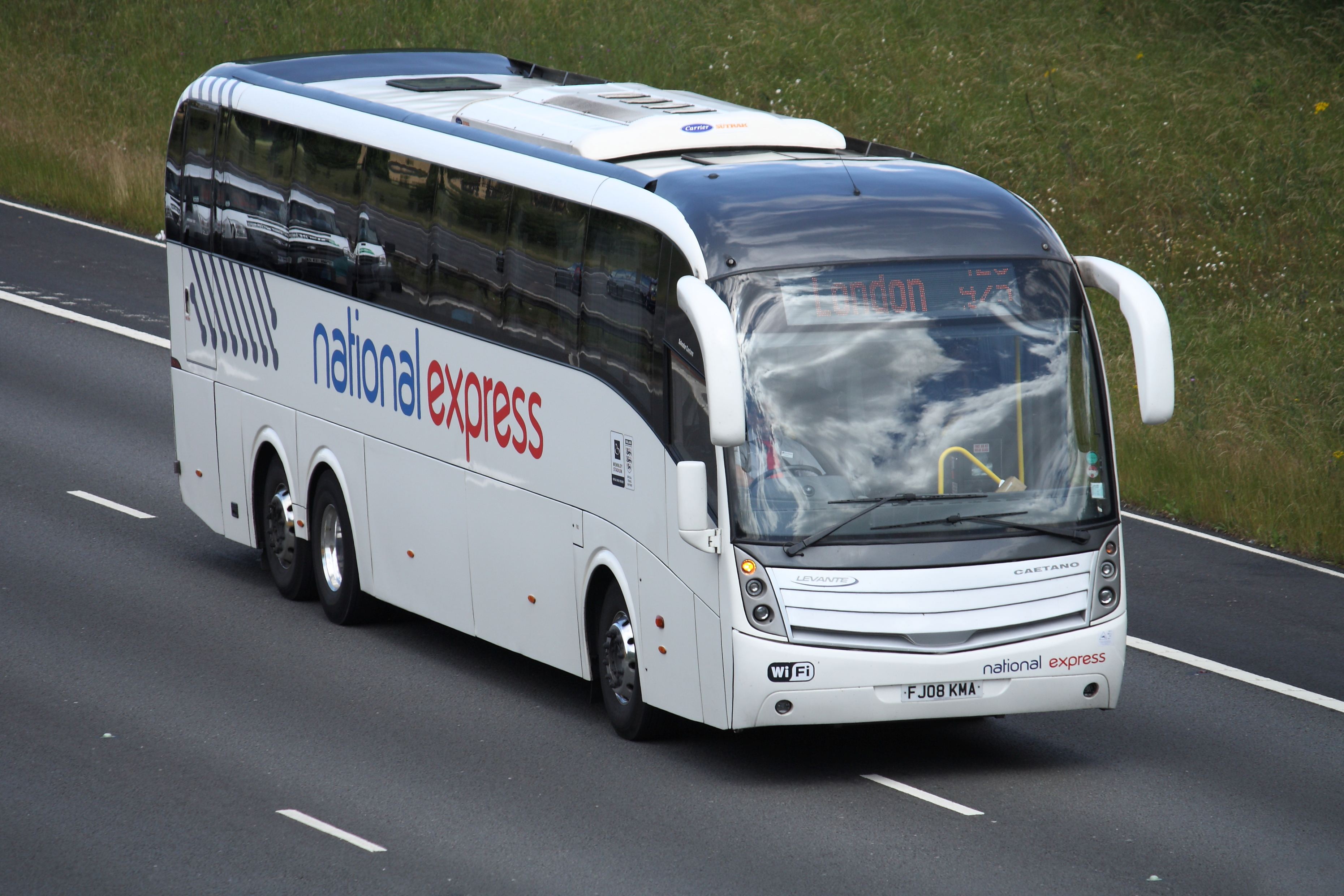
Autokar Caetano Levante należący do National Express

National Express Coaches – przedsiębiorstwo przewozowe w Wielkiej Brytanii, należące do National Express Group, oferujące połączenia autobusowe dalekobieżne w obrębie kraju. Firma ma siedzibę w Birmingham. Jest największą grupą przewozową w kraju i obsługuje 356 miast na terenie Zjednoczonego Królestwa.

## Historia
Firma powstała w roku 1974, powołana przez państwową spółkę National Bus Company. Sprywatyzowana w roku 1988.